# Tina T
Ana Cristina (Cascais, Cascais, 28 de Maio), de seu nome artístico Tina T, é uma cantora portuguesa.

## Biografia
Ana Cristina foi sempre uma criança que se destacou de todos os seus colegas, pela sua alegria. No colégio onde estudava, procurou participar sempre nas festas e nos espectáculos de fim de ano escolar, a cantar ou a fazer teatro. Com apenas seis anos de idade, começou por ter aulas de música e aulas de canto descobrindo assim os seus dotes vocais. Apaixonou-se, então, pela música.
Sendo a música a sua única e grande paixão, foi convidada em 1990 para participar no segundo maior "Festival da Canção Carmen Miranda" em Marco de Canaveses, transmitido pela RTP2, começando assim a sua carreira profissional como cantora na música portuguesa.
Seguiu-se então a aprendizagem da técnica vocal com Cristina de Castro e a ter aulas de educação de palco com Jorge Nascimento (maestro).
Participou no projecto Todos diferentes, Todos iguais.
Ainda em 1990 estreou-se como vocalista do cantor/imitador Fernando Pereira, num dos seus concertos ao vivo no Pavilhão Carlos Lopes sendo, durante três anos, uma das principais vozes do seu grupo vocal.
Mais tarde, colaborou com a banda de Eduardo Paim, tendo participado numa digressão por vários países africanos e europeus.
Logo depois foi também convidada por Cesária Évora para participar na digressão desta, em Portugal.
Esta experiência na música africana foi extremamente positiva, pois passou a colaborar assiduamente em quase todos os projectos de música africana gravados no nosso País.
Em 1995, foi convidada para gravar o seu primeiro projecto a solo, o CD afro-luso Em Matéria de Amor produzido por Júlio Silva em Moçambique e onde contou com a participação especial de Tito Paris.
Durante todo este percurso, a lista de cantores para quem já fez coros (gravados e ao vivo) foi enorme, e incluiu nomes bem sonantes da música portuguesa, como: Fernando Correia Marques, Emanuel, Luís Filipe Reis, Axel, Carlos Mendes, Ana, Ágata, etc.
Tina T, foi o nome artístico que viria a adoptar.
Foi convidada em 1998, pela Editora Espacial para participar na colectânea Disco de Ouro em que interpretou o tema És tu e mais ninguém, um tema pop dance, que obteve grande sucesso nas rádios de todo o país, na altura em que a dance music estava no auge em Portugal.
Em 1999, Tina T gravou outro álbum a solo, Amar-te tanto, produzido por Jorge do Carmo e com letras de Tó Andrade e Carlos Soares, com a participação de Jorge Quintela.
Participou, com este trabalho, em vários programas de televisão e o seu disco tocou na maioria das rádios nacionais, assim como nas rádios no estrangeiro que emitiam música portuguesa.
Tina T gravou em 2001, o trabalho Alma Gémea, de um pop acústico, produzido mais uma vez por Jorge do Carmo e com letras de Tó Andrade, José Castanheira, Jorge Antunes e ainda Carlos Soares.
Foi solicitada novamente para programas de televisão, como Big Show SIC, Terreiro do Paço (RTP Internacional), Santa Casa, Praça da Alegria, Made In em Portugal (RTP1), Reis da Música Nacional e Cocktail Nacional (TVI).
Esteve também durante uma semana como artista residente no programa SIC 10 Horas.
Tina T, percorreu Portugal de Norte a Sul, ilhas e estrangeiro, dividindo – se entre espectáculos e iniciativas.
Em 2003, gravou o single Dá-me música (até onde fores capaz), continuando assim a promover a sua carreira, fazendo os seus espectáculos e aparecendo na televisão.
Em 2004 através da Editora Musical, preparou um novo trabalho a ser editado até ao final do ano. O single promovido foi o tema Recusaste o meu amor, mais uma vez de Jorge do Carmo e letra de Tó Andrade. Um single que teve por nome Amores. Porque todos temos vários amores. Este seu trabalho foi definido como um misto de dança latina com uma mistura de música pop. Tem também uma balada a piano, que é um antigo sonho da cantora.
Em 2006, preparou um novo trabalho que veio a ser editado em 2007 pela editora Vidisco. Com a produção de Pedro Vaz e Daniel Duarte, o novo álbum apresentou uma fusão de música ligeira latina com um gosto fresco e alegre musical.
É através da sua vasta experiência em vários géneros musicais que Tina T tem apresentado ao logo dos anos a noção exacta do seu potencial vocal e da sua versatilidade interpretativa.

## Discografia

### Álbuns
| Ano  | Nome               | Formato |
| ---- | ------------------ | ------- |
| 1995 | Em matéria de amor | CD      |
| 1999 | Amar-te tanto      | CD      |
| 2001 | Alma Gémea         | CD      |
| 2007 | Eu...              | CD      |

### Singles
| Ano  | Nome                                | Formato |
| ---- | ----------------------------------- | ------- |
| 2003 | Dá-me música (até onde fores capaz) | Single  |